# Remagen (Ortsbezirk)
Remagen ist der bevölkerungsreichste Ortsbezirk und der Kernbereich der gleichnamigen Stadt Remagen im Landkreis Ahrweiler von Rheinland-Pfalz.

## Lage
Remagen liegt am nördlichen Mittelrhein gegenüber der rechtsrheinischen Ortsgemeinde Erpel am Nordrand der Goldenen Meile, einer bis nach Bad Breisig reichenden fruchtbaren Talebene. Nach Nordwesten hin verengt sich das Stadtzentrum mit dem Rheintal; südwestlich erhebt sich der gut 185 m ü. NHN hohe Victoriaberg, an dessen Hängen sowie in Nebentälern sich die zusammenhängende Bebauung bis auf knapp 170 m ü. NHN erstreckt.
Zum Ortsbezirk Remagen gehören die Wohnplätze Auf Plattborn, Büschmarhof, Schloss Calmuth, Forsthaus Erlenbusch, Frohnhof, Haus Ernich, Herresberg, Hotel Waldburg, Hubertushof, Kapellenhof, Lützelbachhof, Oberstental, Schloss Marienfels, Unkelbrückermühle und Waldschlösschen.

## Geschichte
Zur Geschichte der Stadt Remagen siehe Abschnitt „Geschichte“ im Artikel Remagen.
Im Zuge der rheinland-pfälzischen Kommunal- und Verwaltungsreform wurden zum 7. Juni 1969 die Stadt Remagen (damals 7.876 Einwohner), sowie die bis dahin eigenständigen Gemeinden Oberwinter (3.327 Einwohner), Oedingen (368), Rolandswerth (923) und Unkelbach (853) aufgelöst und aus diesen die heutige Stadt Remagen neu gebildet.
Die vier bisher selbständigen Gemeinden, der bisherige Stadtteil Kripp und die Kernstadt Remagen selbst wurden nachfolgend jeweils als Ortsbezirke ausgewiesen.

## Politik

### Ortsbezirk
Remagen ist einer von sechs Ortsbezirken der Stadt und umfasst das Gebiet der Gemarkung von Remagen ohne Kripp. Der Stadtteil wird von einem Ortsbeirat sowie einem Ortsvorsteher politisch vertreten.

### Ortsbeirat
Der Ortsbeirat besteht aus 13 Mitgliedern, die bei der Kommunalwahl am 9. Juni 2024 in einer personalisierten Verhältniswahl gewählt wurden, und dem ehrenamtlichen Ortsvorsteher als Vorsitzendem.
Die Sitzverteilung im Ortsbeirat:
| Wahl | SPD | CDU | Grüne | FDP | FBL | WGR | Gesamt   |
| ---- | --- | --- | ----- | --- | --- | --- | -------- |
| 2024 | 2   | 3   | 3     | 1   | 4   | –   | 13 Sitze |
| 2019 | 2   | 3   | 4     | 0   | 3   | 1   | 13 Sitze |
| 2014 | 3   | 6   | 2     | 0   | 1   | 0   | 13 Sitze |
| 2009 | 2   | 4   | 2     | 1   | 2   | 2   | 13 Sitze |

- FBL = Freie Bürgerliste Remagen e. V.
- WGR = WählerGruppe Remagen e. V.

### Ortsvorsteher
Jan Doemen (FBL) wurde am 28. August 2024 Ortsvorsteher von Remagen. Bei der Stichwahl am 23. Juni 2024 hatte er sich mit einem Stimmenanteil von 70,3 % durchgesetzt, nachdem bei der Direktwahl am 9. Juni 2024 keinder der ursprünglich vier Bewerber eine ausreichende Mehrheit erreicht hatte.
Doemens Vorgänger Wilfried Humpert (FBL) hatte das Amt am 21. August 2019 von Walter Köbbing (CDU) übernommen, der es zuvor zehn Jahre innehatte. Humpert kandidierte bei der Wahl 2024 nicht erneut als Ortsvorsteher.

## Kultur und Sehenswürdigkeiten
Siehe Abschnitt „Kultur und Sehenswürdigkeiten“ im Artikel Remagen.

## Wirtschaft und Infrastruktur
Siehe Abschnitt „Wirtschaft und Infrastruktur“ im Artikel Remagen.